# 珊瑚海號航空母艦
珊瑚海號航空母艦（英語：USS Coral Sea，舷號CVB/CVA/CV-43），是一艘隸屬於美國海軍的航空母艦，為中途島級航空母艦的三號艦。它是美軍第二艘以珊瑚海為名的軍艦，以紀念太平洋戰爭中的珊瑚海海戰。
珊瑚海號在1944年於紐波特紐斯造船廠開始建造，並在1946年下水，最後於1947年服役。在接著十三年，珊瑚海號一直留在大西洋及地中海執勤，並曾在蘇伊士運河危機中協助撤走美國僑民。1960年，珊瑚海號調往太平洋艦隊，並在1964年北部灣事件後開始參與越戰。此後十一年間，珊瑚海號一共八次部署到越南作戰，參與了美軍多場重要戰事。1975年越戰結束前夕，珊瑚海號參與了常風行動，支援美軍直升機救走西貢多名南越人員及美國僑民。西貢淪陷後，珊瑚海號又在馬亞圭斯號貨船事件中轟炸了紅色高棉的軍事設施。
越戰結束後，珊瑚海號主要在西太平洋及印度洋兩大海域執勤。1979年伊朗人質危機期間，美軍曾安排珊瑚海號為營救人質的特種部隊提供空中支援，但因營救行動失敗而未有成事。1983年珊瑚海號由太平洋艦隊調返大西洋，在1986年的黃金峽谷行動中空襲利比亞，又於1989年黎巴嫩內戰人質綁架風潮期間，協助貝魯特的美國大使館人員撤走。1990年珊瑚海號從海軍退役，並於翌年除籍，最後於1993年出售拆解。

## 建造及核武飛行中隊試驗

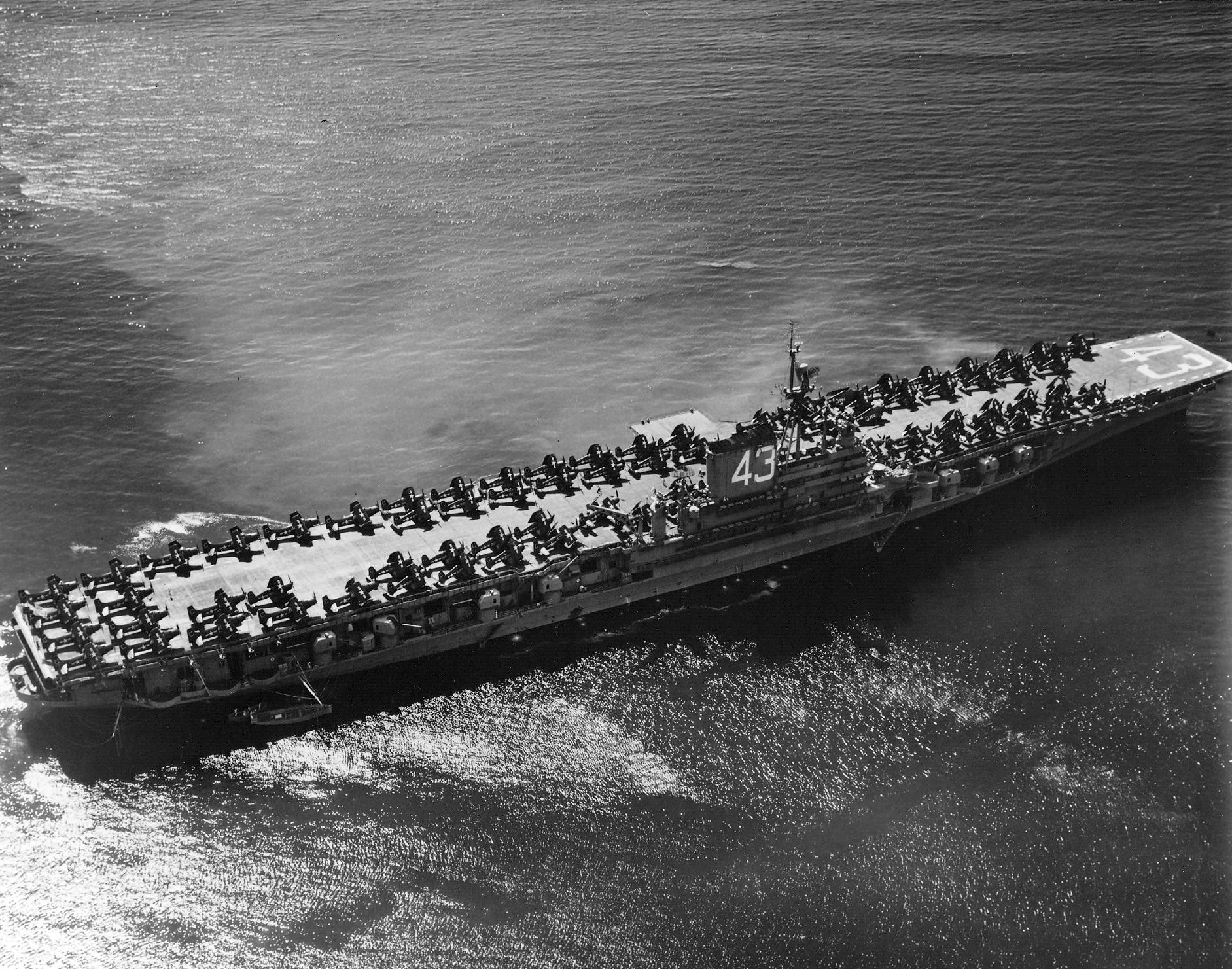
服役不久的珊瑚海號正在公海試航，攝於1948年2月11日。相片可見珊瑚海號飛行甲板的F4U戰鬥機及A-1攻擊機，以及右舷的7門5吋火炮。珊瑚海號建成時只有14門5吋火炮，而兩艘姊妹艦中途島號及羅斯福號則有18門。隨著美國海軍戰術演變，三艦的火炮在往後的數十年間陸續拆除。

美國海軍舷號CVB-43的航空母艦，在1944年7月10日於紐波特紐斯造船廠開始建造。當時海軍已經把「珊瑚海」用作命名舷號CVB-42的航空母艦，而CVB-43則未有艦名。後來，美國總統羅斯福在1945年4月12日去世，海軍決定把在4月29日下水的CVB-42更名為「富蘭克林·D.·羅斯福」，以紀念這位前紐約州州長對海軍的貢獻。至於「珊瑚海」的艦名，則改為套用到CVB-43航空母艦。
珊瑚海號（CVB-43）在1946年4月2日下水，由托馬斯·金凱德上將的夫人擲瓶。金凱德本人是珊瑚海海戰中美國巡洋艦編隊的指揮官。1947年10月1日，珊瑚海號在大西洋艦隊服役，以諾福克海軍基地為母港，並在1948年1月19日至4月5日於古巴及墨西哥灣海域試航。
珊瑚海號投入現役之際，正值美國及蘇聯之間的冷戰逐步升級。當時海軍只有經改裝的P-2V海王星巡邏機可以攜帶核武，而P-2因機身龐大之故，只能在中途島級航空母艦起飛。故此，美國海軍計劃為三艘中途島級編組核武飛行中隊，並在各艘中途島級舉行連串飛行試驗，珊瑚海號即為其中之一。P-2V巡邏機的首次艦上起飛是在1948年4月27日於珊瑚海號進行，而翌年3月7日，資深海軍飛行員約翰·T.·海沃德又於珊瑚海號駕駛一架P-2V巡邏機起飛，並攜帶一枚10,000磅的假彈（模擬小男孩原子彈），空投到埃爾森特羅外的目標，最後折返到馬利蘭州的海軍航空站降落。後來AJ-1野人式攻擊機投入現役，成為美國海軍第一代專為核打擊任務而設的艦載機；而AJ-1攻擊機的首次艦上起飛及降落，亦是在珊瑚海號上進行（時為1950年8月21日，由海沃德擔任試飛飛行員）。

## 地中海巡航及蘇伊士運河危機
珊瑚海號自服役之後，便定期到地中海巡航訪問，與歐洲盟國海軍演習備戰。1948年6月7日，珊瑚海號首次到地中海巡航，訓練海軍學院的見習軍官，並且與密蘇里號戰艦一同在公海操練。期間珊瑚海號曾到訪葡萄牙里斯本、法國蔚藍海岸的儒昂湾及直布羅陀，於8月6日返抵諾福克。返國後珊瑚海號進入船塢維修，並且更換艦島設施。
1949年5月3日，珊瑚海號第二次到地中海巡航。此行珊瑚海號先後到訪直布羅陀、西西里奧古斯塔灣、巴勒莫、那不勒斯、利佛諾、康城、雅典、伊斯坦堡及蘇達灣，在9月26日返抵諾福克。
1950年上半葉，珊瑚海號一直留在近海訓練。同年6月25日韓戰爆發，但珊瑚海號未有派往遠東，繼續在大西洋艦隊。9月9日珊瑚海號第三次到地中海巡航，並到訪直布羅陀、薩丁尼亞阿蘭奇灣、奧古斯塔灣、胡安灣、康城、蘇達灣、雅典帕勒隆灣、塔蘭托、利佛諾、那不勒斯、阿爾及爾及奧蘭，於1951年2月1日返抵諾福克。這次巡航也是美國航空母艦首次攜帶核彈的非核子組件出征，而珊瑚海號在巡航期間曾多次在海上軍演。
珊瑚海號在1951年2月返國不久，旋即於3月20日再次前往地中海。此行珊瑚海號參與了北約代號「蜂巢」（Exercise Beehive I）的聯合演習。這次演習是北約首次大型海上演習，參與國家包括英國、法國、希臘（準成員國）及意大利。珊瑚海號亦在演習中途順道到訪各國港口，最後在10月6日返抵諾福克。稍後珊瑚海號進入船塢翻修。
1952年2月，珊瑚海號翻修完畢，留在近岸訓練。4月19日，珊瑚海號第五次到地中海巡航。此行珊瑚海號參與了第二次「蜂巢」演習（Exercise Beehive II），又曾到訪南斯拉夫斯普利特，使之成為第一艘到訪南斯拉夫的美國航母。南斯拉夫總理鐵托在珊瑚海號停泊期間，曾經登艦參觀。珊瑚海號在10月1日返航前夕重編為攻擊航母，舷號改為CVA-43，最後在10月12日返抵諾福克。
1953年4月26日，珊瑚海號第六次到地中海巡航，並再次參與北約的海上聯合演習，又到訪奧蘭、卡利亞里、馬賽、塔蘭托、巴塞羅那、熱那亞、康城、羅得島、塞薩洛尼基、那不勒斯、拉斯佩齊亞、華倫西亞及巴勒莫，最後於10月21日返抵諾福克。
1954年7月7日，珊瑚海號開始第七次地中海巡航，先後到訪直布羅陀、華倫西亞、塞薩洛尼基、雅典、康城、里斯本、那不勒斯、馬賽、黎巴嫩貝魯特及熱那亞。在本次巡航，珊瑚海號曾兩次與北約成員國海軍演習，而西班牙元首佛朗哥將軍曾在10月於華倫西亞登艦參觀。12月20日珊瑚海號返抵諾福克母港。
1955年3月5日，珊瑚海號第八次到地中海巡航。與此前數次的巡航相若，珊瑚海號再次到訪直布羅陀、里斯本、那不勒斯及伊斯坦堡等地中海港口，並且與其他國家的海軍演習，最後在9月29日返抵諾福克，然後進入紐波特紐斯造船廠維修。
1956年2月1日，珊瑚海號完成維修，並在近海訓練航空聯隊。同年8月13日，珊瑚海號第九次到地中海巡航，接替返國休整的無畏號航空母艦，並先後造訪那不勒斯、巴勒莫、熱那亞、雅典及伊斯坦堡。珊瑚海號在雅典停留期間，希臘國王保羅一世及王后費德莉卡曾經登艦參觀。10月29日，蘇伊士運河危機爆發，而英國、法國及以色列則在31日入侵埃及。當時美國政府下令第六艦隊到東地中海戒備，並協助撤僑。珊瑚海號在10月31日便抵達埃及北部海域，直到11月23日才駛離該地，而戰爭則在11月7日停火。稍後珊瑚海號再到訪奧古斯塔灣、塔蘭托、康城及那不勒斯，最後為福萊斯特號航空母艦所接替，於1957年2月11日返抵諾福克。

## 現代化改建及調駐太平洋艦隊

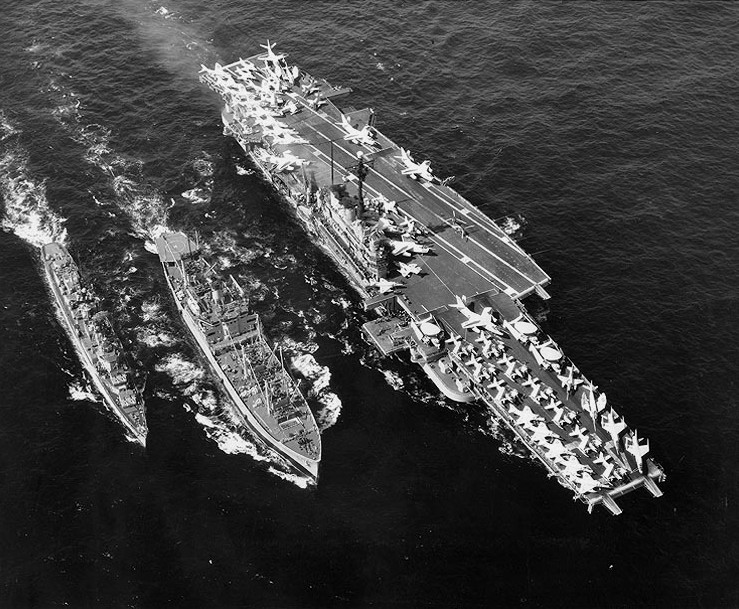
1957年，珊瑚海號進行代號SCB-110A的現代化改建，增設了斜角飛行甲板及新式彈射器，使之更適合在噴射機年代執勤。相片攝於1962年4月16日。

1957年2月26日，珊瑚海號前往美國西岸布雷默頓，進行代號SCB-110A的現代化改建。改建的主要內容包括增設斜角飛行甲板、封閉艦艏及三座C-11蒸汽彈射器。由於珊瑚海號無法通過巴拿馬運河，故此必須繞道南美洲合恩角。航行期間，珊瑚海號順道造訪巴西桑托斯、智利塔爾卡瓦諾、瓦爾帕萊索及巴拿馬巴波亞，於3月10日抵達普吉灣海軍基地。4月24日珊瑚海號暫時退役，開始改建。改建在1960年1月25日完成，而珊瑚海號則在同日重新服役，並以阿拉米達為母港，正式調駐太平洋艦隊。
1960年初，珊瑚海號留在美國西岸訓練第15航空大隊的機組人員，並曾經在3月18日到訪加拿大溫哥華。9月19日，珊瑚海號首次到西太平洋巡航，先後到訪珍珠港、岩國市、橫須賀、佐世保、神戶、沖繩、香港及蘇比克灣。當時老撾危機正日益加劇，珊瑚海號曾在4月29日到南中國海警備，於5月9日才離開東南亞海域。5月27日珊瑚海號返抵阿拉米達。
1961年12月12日，珊瑚海號第二次到西太平洋巡航。此行珊瑚海號再次造訪珍珠港、蘇比克灣、佐世保、橫須賀、神戶及香港，並先後到白令海峽及南中國海警備，而日本首相池田勇人則在1962年3月30日率領23名日本國會議員登艦參觀。1962年7月17日珊瑚海號返抵阿拉米達，並在9月進入三藩市海軍船塢維修。
1963年4月3日，珊瑚海號第三次到西太平洋巡航，並先後造訪珍珠港、澳洲悉尼、關島、蘇比克灣、馬尼拉、香港、橫須賀、沖繩、別府市、岩國和佐世保。當年香港因嚴重乾旱而要實施制水，故此珊瑚海號在6月3日到訪香港之時，亦向當地提供256,000加侖（970,000公升）食水援助。11月25日珊瑚海號返抵阿拉米達。

## 越戰

### 第一及第二階段滾雷行動

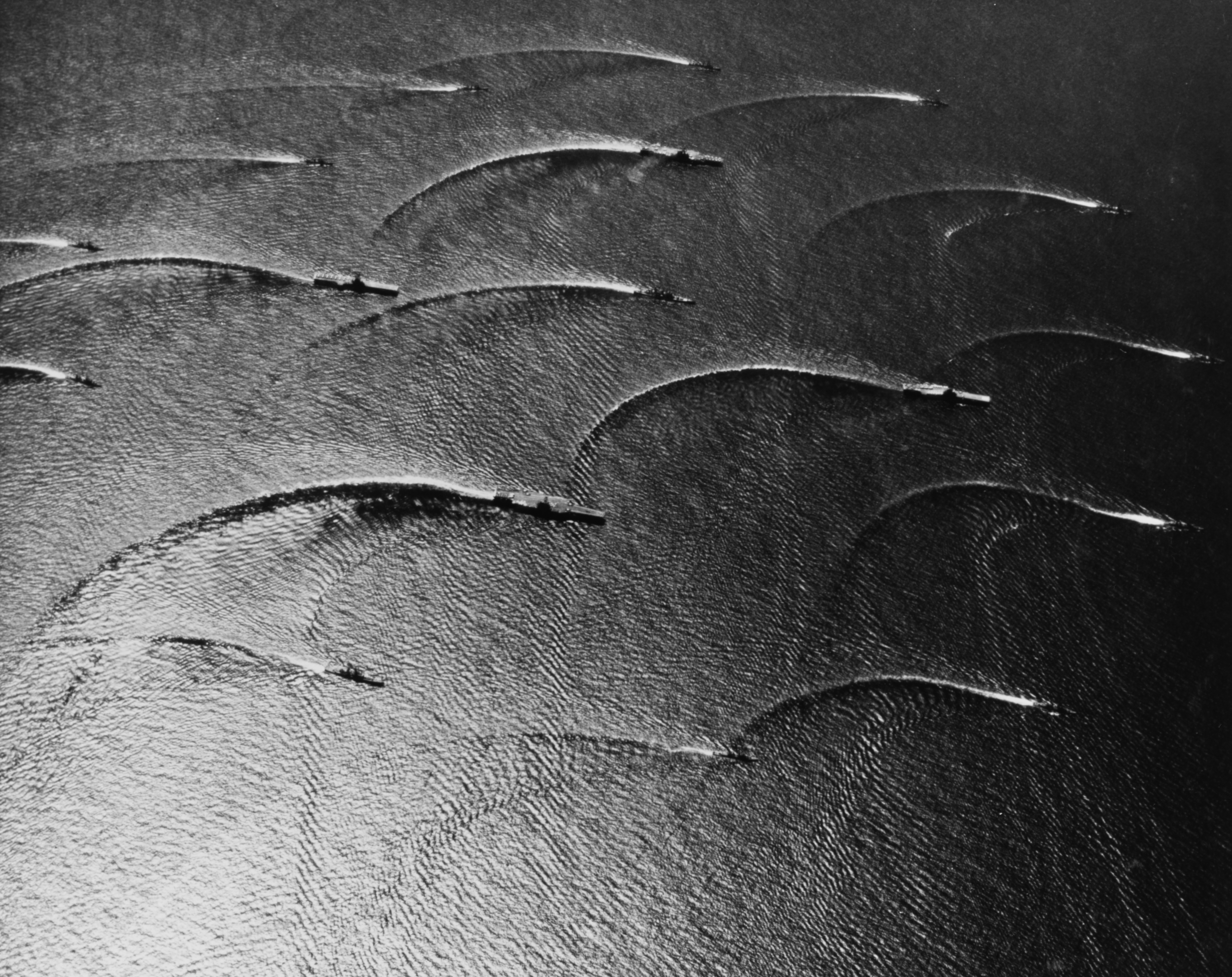
1965年3月，第77特遣艦隊正在南中國海演習。相中的四艘航空母艦分別為遊騎兵號（左下）、約克鎮號（左上）、珊瑚海號（右上）及漢考克號（右下）。受到戰局拖累，珊瑚海號自1964年12月7日離開美國後，便長期留在越南作戰，到1965年11月1日才返抵母港，打破了當時美軍航母的持續海外部署日數紀錄（331日）。

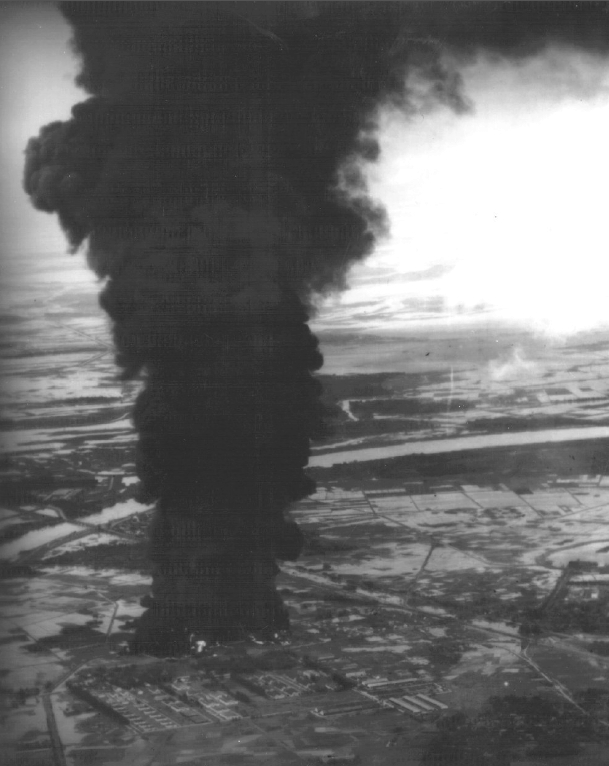
1966年6月，北越首都河內的煉油設施遭美國空軍轟炸起火。1966年4月，美軍開始第四階段滾雷行動，獲准轟炸北越部分的煉油設施，但面對北越不斷增強的防空火網，美軍的飛機損失亦有大幅上升。派駐珊瑚海號的第2航空大隊，在1966年9月中旬至10月中旬之間，便有8架飛機遭到擊落。

1964年初，珊瑚海號一直留在美國西岸。同年8月北部灣事件發生，美國國會通過東京灣決議案，授權總統林登·詹森向北越派軍，美國全面介入越戰。由於遠東情況急轉直下，海軍先在10月派出漢考克號航空母艦到遠東增援，而珊瑚海號則在12月7日隨後出發，最終於1965年1月23日抵達越南外海。雖然美國海軍在北部灣事件後已即時發動飛箭行動（Operation Pierce Arrow），向北越報復攻擊，但詹森卻未再准許任向針對北越的後續進攻。要到12月2日，詹森才批准首階段的橫滾行動（Operation Barrel Roll），准許美軍飛機到老撾北部作有限的對地支援，行動在14日開始執行。在此背景下，珊瑚海號起初只有派少量飛機到老撾執勤，最後在30日返航蘇比克灣休整。
1965年2月1日，珊瑚海號回到越南外海的洋基站巡航數日，在7日與漢考克號一同返回菲律賓。但是兩艦離開不久，越共游擊隊便攻擊美軍位於嘉萊省波來古市（Pleiku）的空軍基地，造成多人傷亡。這促使詹森下令海軍執行第一次火飛鏢行動（Operation Flaming Dart I），向北越報復；而珊瑚海號及漢考克號亦被詹森即時召回越南。7日中午12時40分，珊瑚海號及漢考克號分別派出20架及29架飛機，前往攻擊洞海市的軍營及港口設施；而遊騎兵號則派34架飛機空襲洞海以南15哩的山區軍營（Vit Thu Lu）。由於天氣惡劣，漢考克號的機隊無法準確估計攻擊成效，珊瑚海號有一架A-4攻擊機遭防空炮擊落，而遊騎兵號的攻勢更以失敗告終。
2月10日，越共游擊隊再次發動攻擊，炸毀歸仁市一處美軍基地，造成23人死21人受傷。詹森因而下令海軍執行第二次火飛鏢行動（Operation Flaming Dart II），空襲位於正和（洞海市西北）的北越軍營。11日早上，遊騎兵號、漢考克號及珊瑚海號依次在9時、9時15分及9時30分派出機隊攻擊，但受到能見度及低雲影響，攻擊無法有效執行；再加上華府為攻擊設下多重交戰限制規則，又禁止使用凝固汽油彈，使美軍機隊大受制肘。最終珊瑚海號一共有兩架飛機遭防空炮擊落，而美軍空襲效果甚微。2月13日，詹森批准首階段滾雷行動，並在3月1日正式展開，而針對北越的藍樹偵察任務亦在3月3日開始。珊湖海號在3月5日前往菲律賓，到蘇比克灣休整一周。
3月15日，珊瑚海號回到洋基站執勤，參與首階段滾雷行動。18日珊瑚海號與漢考克號聯合空襲懷恩縣以西的富文（Phu Van）及洞海市以北的永山（Vinh Son），攻擊兩地的北越游擊隊補給點。到3月26日，珊瑚海號與漢考克號發動第二次聯合攻擊，派出70架飛機空襲河靜市、白龍尾島、永山及枚閏角（位於河靜市東南）四地的雷達設施，其中漢考克號有兩架飛機遭北越防空炮擊落。29日珊瑚海號及漢考克號再派出70架飛機攻擊白龍尾島，但空襲因能見度低而效果不佳，珊瑚海號更有三架飛機遭北越擊落。4月3日，珊瑚海號兩艦分別在上午及下午派出機隊，空襲河內市以南70哩的東方鐵路大橋（Dong Phuong bridge），並使之暫時無法行車。同日海軍亦開始針對老撾東南部胡志明小道的鋼虎行動（Operation Steel Tiger）。
漢考克號在4月5日離開休整後，珊瑚海號繼續留在戰場，並在7日再次發動攻擊。4月10日中途島號航空母艦抵達增援，並在15日聯同珊瑚海號空襲了西寧省黑婆山（Núi Bà Đen），攻擊潛藏南越中央高地的越共軍隊。在4月的首兩周，珊瑚海號再有三架飛機遭北越擊落，其中兩名機師陣亡。此外，珊瑚海號的夜間偵察機發現北越正在河內興建SA-2防空飛彈陣地，但華府一直未有授權美軍攻擊。4月16日珊瑚海號離開洋基站，先後到蘇比克灣及香港休整。

5月1日，珊瑚海號回到越南外海會合中途島號，而奧里斯卡尼號航空母艦也在5月8日抵達。三艦的機隊除了攻擊胡志明小道的補給路線，亦被派往南越領土，為美軍及南越地面部隊提供空中密接支援。由於掩護成效甚為顯著，威廉·魏摩蘭要求海軍在南越外海設立固定的航空母艦執勤點，直至陸軍的機場可以全面運作為止；此一執勤點亦稱為迪西站（Dixie Station）。5月12日，詹森下令暫停滾雷行動，嘗試拉攏北越返回停戰談判，但北越未有理會。結果，詹森在18日下令開始第二階段的滾雷行動，並准許空軍及海軍轟炸更多北緯20度以北的目標。然而此時詹森仍拒絕派海軍及空軍攻擊河內的S-75防空飛彈陣地，以及北越各地的軍用機場，迫使海空軍只能為飛機增加電子干擾設備，作被動防禦。海空軍的飛機損失因而大幅增加。
5月27日，珊瑚海號前往橫須賀卸載武裝，預備按期返國。但由於越南戰局不斷升級，海軍只好延長珊瑚海號的巡航時間，直至另行通知。6月24日至7月23日，珊瑚海號在洋基站連日派出飛機執勤，並再有兩架飛機遭北越擊落，其中第15航空聯隊的聯隊長更告陣亡。7月24日珊瑚海號為中途島號接替，到香港等港口休假。同日空軍一架F-4被北越防空飛彈擊落，為美軍在越戰遭飛彈擊落的首架飛機。這使詹森終於在准許空軍攻擊河內數個指定的防空飛彈陣地，但效果卻極為惡劣。
8月12日，珊瑚海號回到洋基站，隨即在當日及13日與中途島號聯合行動，空襲河內的防空飛彈陣地，但兩艦卻有六架飛機遭防空炮擊落，兼且未能摧毀任何地面防空飛彈。經此一役，海軍嘗試改良作戰戰術，並將部分陸戰隊的飛行中隊轉移到航空母艦執勤，協助干擾北越的雷達設施；此等反防空飛彈作戰逐漸演變為鐵手行動（Operation Iron Hand）。9月10日珊瑚海號再次到港口休整休整。
10月1日，珊瑚海號再次到洋基站執勤，並預備返國。此行珊瑚海號雖然只在洋基站逗留14日，卻在10月6日取得首次空戰戰績。當日美海軍151戰機中隊一架F-4B戰鬥機，在中華人民共和國領空擊落了一架米格17。由於該架飛機可能隸屬於中國而非北越，海軍一直將這項戰績保密，直到數年後才向外公佈。10月14日珊瑚海號先到蘇比克灣卸載軍資，終於在11月1日返抵阿拉米達，並在22日進入三藩市海軍船塢大修。此行珊瑚海號打破美軍航母的持續海外部署日數紀錄（達331日），共有21架飛機遭北越擊毀，出擊數超過10,800架次，並憑著艦員戰功獲授海軍部隊嘉獎（Navy Unit Commendation）。

### 第四階段滾雷行動
1966年4月，珊瑚海號終於完成維修，開始在近海試航，並訓練駐艦的第2航空大隊。7月29日，珊瑚海號前往西太平洋，並途經珍珠港、橫須賀及蘇比克灣三個港口，預定在8月26日離開菲律賓往越南作戰。由於艦體其中一個螺旋槳意外損毀，珊瑚海號要折返橫須賀緊急維修，到9月12日才抵達洋基站作戰，並與星座號及無畏號兩艘航母會合，接替延遲休假的羅斯福號航空母艦。
在珊瑚海號離開戰場的一年，越戰已經大幅升級。美軍在1966年4月開始第四階段滾雷行動，並在6月底獲准空襲北越的煉油設施（又稱POL攻擊）及部分指定的工業建築，但轟炸區域大致上仍局限於北越南部。北越仍可大量運輸各種防空炮、地對空飛彈及雷達設施到南方戰區，並由北方機場派出空軍迎擊。珊瑚海號等航空母艦主要派飛機攻擊北越的港口、油庫、補給點、鐵路及道路通訊。由於北越防空火力強勁，美國航母的飛機損失不斷增加。在9月中至10月中，珊瑚海號一共有8架飛機遭北越擊落。10月19日珊瑚海號離開洋基站，到蘇比克灣休整。同月26日，奧里斯卡尼號航空母艦意外發生大火，造成多人死傷。
10月30日，珊瑚海號返回戰區作戰，並在11月聯同無畏號切斷了寧平市附近河道的鐵路橋，摧毀了該區25列火車卡。珊瑚海號亦與羅斯福號、提康德羅加號及星座號等協同作戰，繼續執行滾雷、鋼虎、鐵手等各種轟炸任務，各艦的機隊俱遭受不同程度損失。後來珊瑚海號再次出現機件故障，故此在12月4日離開戰區，到蘇比克灣維修，然後在20日至25日間於香港度過聖誕假期。詹森在聖誕節當日再次下令美軍停火48小時，同時宣佈在1967年元旦實施另一次48小時停火令。
珊瑚海號在12月28日返回越南戰區，但受停火令影響，要到1967年元旦後才恢復作戰。1967年1月2日停火令結束，珊瑚海號、提康德羅加號（1月4日加入）、小鷹號及企業號四艦恢復空襲，繼續以北越補給線為主要目標。珊瑚海號先後有四架飛機遭北越擊落，而越南在1月中旬遭受強烈東北季候風影響，令到天氣惡劣，從而干擾艦隊的飛機出擊。1月31日珊瑚海號啟程返國，途經蘇比克灣及橫須賀，最後在2月23日返抵阿拉米達。此行珊瑚海號再次獲頒海軍部隊嘉獎。

### 第五階段滾雷行動及春節攻勢

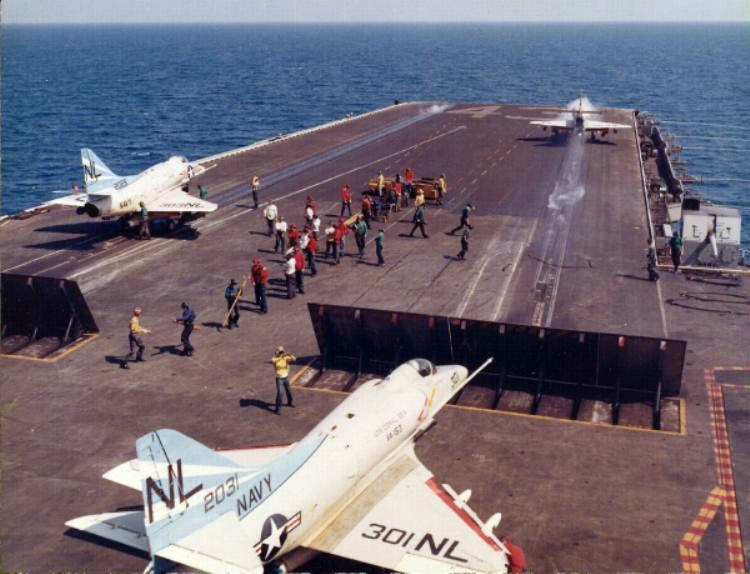
珊瑚海號在1967-1968年的越戰巡航中，主要負責攻擊胡志明小道以及北越部分的軍工業設施。北越在1968年1月發動春節攻勢時，珊瑚海號的部署已近尾聲，但駐艦的第15航空聯隊仍有支援溪生戰役中的美軍陸戰隊。圖為第15航空聯隊的三架A-4E攻擊機在珊瑚海號起飛。

返國後珊瑚海號如常進行維修，然後開始訓練調駐艦上的第15航空聯隊。1967年7月26日，珊瑚海號再次前往越南戰區，先後途經夏威夷、橫須賀及蘇比克灣，在8月28日會合越南外海的美國艦隊。
當時滾雷行動早已升級至第五階段，美國海軍及空軍正集中切斷北越各地的水陸運輸路線，又獲准攻擊河內市及海防市部分軍事、工業及港口設施，但河內及海防市中心的禁止攻擊帶仍然未有撤除。珊瑚海號在8月底聯同奧里斯卡尼號及星座號，開始攻擊海防所有的對外橋樑。雖然海防的公路全部有米格-16及密集的防空砲駐守，但珊瑚海號只有一架RF-8G偵察機在偵察任務期間遭到擊落，另外兩架飛機則因不明原因遭到擊毀。除了海防及河內兩城，珊瑚海號亦空襲了錦普市的港口設施，使之嚴重受損。9月30日珊瑚海號離開戰場，前往蘇比克灣休整。
10月13日，珊瑚海號返抵越南外海作戰，卻接連發生意外。10月18日，珊瑚海號與卡特邁山號補給艦相撞，撞損右舷兩座升降台；25日珊瑚海號的飛行甲板又發生蘇尼火箭（Zuni）爆炸意外，但並未釀成慘劇。雖然珊瑚海號已經排期返回菲律賓維修，但駐艦的第15航空聯隊仍在21日早上突襲了清化市海港的北越巡邏艇，並於24日聯同奧里斯卡尼號及空軍飛機，空襲永福省福安市的福安空軍機場。這是美軍自開戰以來首次獲准轟炸該地，迫使駐守該處的北越飛機一度要撤退到中國境內，削弱河內的防空力量。然而詹森政府並未准許後續轟炸，北越空軍在數日內便搶修機場，並重新使用。10月27日珊瑚海號前往蘇比克灣維修，並在11月3日啟航到香港休假，期間曾救起於東沙群島遇上海難的37名中國籍船員。
11月12日，珊瑚海號再次回到洋基站執勤。當時華府陸續解除多座北越軍事設施的攻擊禁令，包括海防市的北越海軍船塢，但由於越南的天氣經常轉壞，使到艦隊的飛機出勤屢受干擾。在斷斷續續的空襲海防行動中，珊瑚海號一共損失四架F-4B戰鬥機，其中兩架在11月19日於海防遭到米格機伏擊損毀，機員全部跳傘被俘。12月7日珊瑚海號前往菲律賓休整，於9日抵達蘇比克灣。
珊瑚海號在12月17日再次返回戰場。受到惡劣天氣及三次停火令影響，珊瑚海號等艦的出擊次數受到一定限制。詹森先在12月24日實施24小時聖誕節停火令。北越一如以往乘機向南方加緊運送補給，而珊瑚海號等航空母艦則部署在停火令結束後空襲北越各地道路。相近情況在1968年新年再次重演：美軍實施36小時元旦停火令，而北越則繼續向南運送補給，並向非軍事區一帶不斷增兵。1968年1月6日珊瑚海號離開越南，前往蘇比克灣及香港休假。
1968年1月16日，珊瑚海號回到越南執勤。由於北越天氣持續惡劣，艦隊轉為支援非軍事區一帶的美國及南越部隊。1月23日，北韓扣留了普韋布洛號通用環境研究艦，使身在日本的企業號及休整中的遊騎兵號隨即前往日本海戒備，分散了越南的美國海軍兵力。1月29日，美國如期在北越實施三日春節停火令，但北越卻在同日放棄游擊戰，發動大規模的春節攻勢，試圖一舉攻陷南越，令越南戰況隨即吃緊。當時珊瑚海號已經預備啟程返國，只好延期作戰，聯同提康德羅加號及小鷹號參與尼加拉瓜行動，集中支援溪生戰役的美軍陸戰隊，並攻擊清化、榮市及南北越各地的公路。隨著企業號等陸續南下增援，珊瑚海號在2月20日離開越南，先後到蘇比克灣及佐世保休整，並到3月29日才離開第七艦隊轄區，最後在4月6日返抵阿拉米達。此行珊瑚海號共有15架飛機戰損，並再次憑戰功獲頒海軍部隊嘉獎。

### 越南化時期巡航

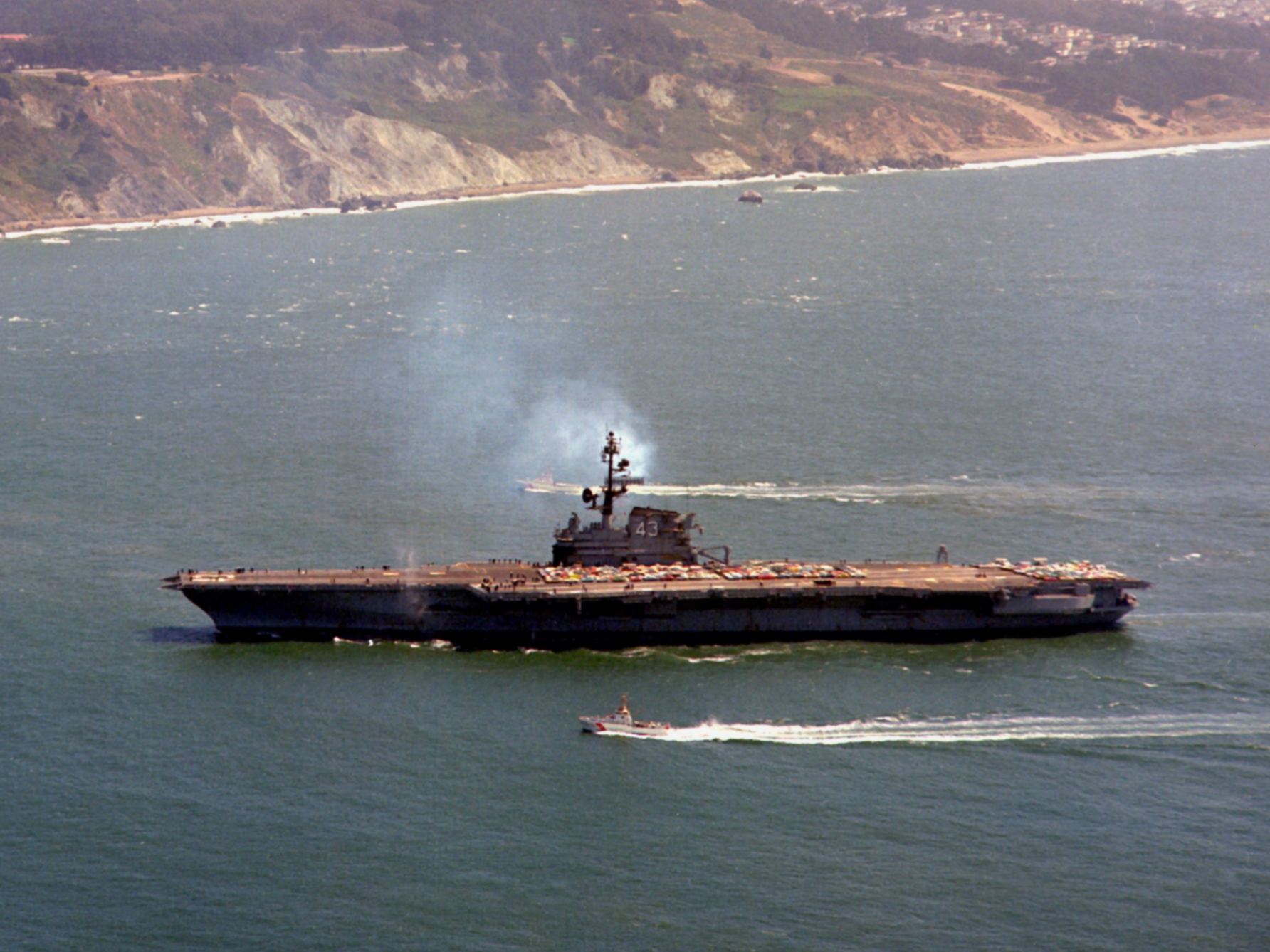
珊瑚海號翻修完畢，返回位於三藩市灣內的母港阿拉米達，攝於1971年。當時美國正實施越南化政策，逐步淡出越戰，但珊瑚海號在下次海外部署中，卻要應付北越發動的復活節攻勢。

珊瑚海號在1968年4月返國後，進入三藩市海軍船塢維修兩個月，然後留在近海試航及訓練。同年9月7日，珊瑚海號及駐艦的第15航空聯隊再次前往遠東，先後途經橫須賀及蘇比克灣，最後在10月10日抵達越南外海。當時春節攻勢早已被美軍擊潰，但詹森政府也受到國內反戰浪潮影響，而宣佈不尋求連任總統。隨著美國與北越開始停火談判，詹森在4月3日再次禁止海空軍轟炸北緯19度以北的北越目標，最終在11月1日停止對北越所有轟炸，並中止滾雷行動。11月6日，李察·尼克遜勝出總統選舉，於1969年1月20日就任。
隨著越戰在1968年底逐步降溫，美軍航空母艦的飛機出勤數也大為降低，並且將攻擊重心轉到老撾等地。珊瑚海號僅執行橫滾及鋼虎行動，攻擊老撾的胡志明小道補給線，同時派少量飛機到北越，進行藍樹偵察任務。在這次越戰部署期間，珊瑚海號只有四架飛機遭到擊落，當中三架俱在老撾境內執勤時遇襲。除此以外，珊瑚海號亦曾到訪新加坡及香港，最後在1969年3月30日啟程返國，於4月18日返抵阿拉米達。
珊瑚海號在1969年中葉先到布雷默頓海軍船塢維修，然後留在近海訓練。不久尼克遜宣佈推行「越南化」政策，逐步從越南撤軍，並繼續與北越談判。當珊瑚海號在1969年9月23日再次前往遠東時，其飛機出勤數繼續減少。海軍如常派飛機攻擊胡志明小道，間中亦攻擊非軍事區附近的北越補給點，並可以在指定情況下向北越防空炮還火攻擊。巡航期間，珊瑚海號先後到訪橫須賀、蘇比克灣、佐世保、香港及澳洲悉尼，兼且只有一架飛機於老撾上空被擊落。1970年6月1日珊瑚海號離開遠東，最後在7月1日返抵阿拉米達，旋即進入三藩市海軍船塢大修。

### 復活節攻勢與美國停火

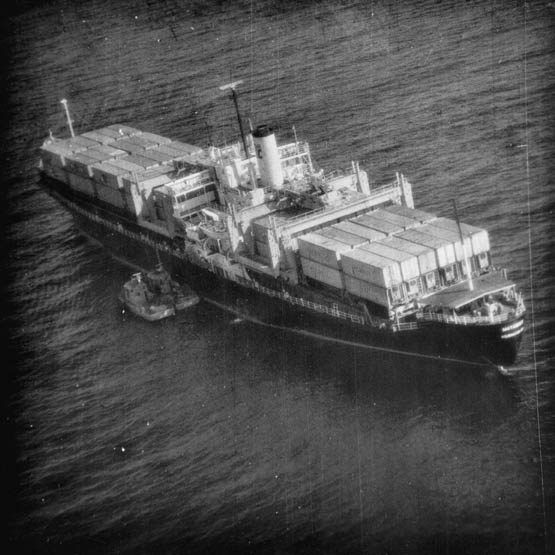
被紅色高棉脅持的馬亞圭斯號貨船，攝於1975年5月15日。在馬亞圭斯號貨船事件中，珊瑚海號曾經派出飛機空襲柬埔寨，又讓空軍的直升機在撤退行動中往返搶修。

1971年6月1日，珊瑚海號完成維修，開始在近海訓練演習。同年11月12日，珊瑚海號再次前往遠東執勤，並在12月14日抵達越南外海。雖然美軍艦隊繼續維持較低的出勤率，但北越的防空火力卻在不斷加強，並多次攻擊進行藍樹偵察任務的美軍飛機，使美軍機隊的還擊次數日漸上升。此外，美軍多項情報清楚顯示北越正在秘密調動及集結部隊，顯然正在籌備類似春節攻勢的大型戰役。為此艦隊開始加強警戒，制訂作戰計畫，並加派飛機到南越，向南越部隊提供空中密接支援，順道加強兩者默契。12月26日至30日，珊瑚海號與星座號參與海空軍的聯合行動（Operation Proud Deep Alpha），兩艦派出423架次飛機，轟炸北越南部多座軍事設施及補給地點，從而拖延北越的籌備工作。兩艦各自有一架A-6A攻擊機遭北越防空飛彈擊落。
1972年1月至3月之間，珊瑚海號斷續在越南外海執勤，繼續轟炸胡志明小道等北越南下的補給線，期間珊瑚海號一架F-4B在3月6日擊落了一架北越的米格-17。3月23日，珊瑚海號回到越南部署，而北越則在3月30日大舉派軍越過非軍事區，發動復活節攻勢，試圖一舉消滅南越。當時美國在越南外海尚有漢考克號駐守，而星座號及小鷹號則分別在日本及菲律賓。美國艦隊旋即大舉增派飛機，向南越提供密接支援，同時空襲北越及老撾。復活節攻勢發動後首星期，美國艦隊的飛機出擊數由每星期平均66架次急增至680架次。到4月5日，美軍開始自由快車行動（Operation Freedom Train），准許美軍轟炸北緯19度以南的北越軍隊及補給點；攻擊帶到4月底更北移至北緯20度以南。
珊瑚海號在4月15日聯同星座號、小鷹號及空軍的B-52轟炸機，猛烈攻擊了海防市的港口及燃油設施。踏入5月，尼克遜決定加緊反擊。他在5月10日將自由快車行動升級為第一階段後衛行動（Operation Linebacker I），取消北緯20度的攻擊限制區域；而海軍亦在9日開始零錢行動（Operation Pocket Money），向北越各處水道及港口設置水雷。為免誤擊蘇聯船隻，尼克遜給予蘇聯三日時間，在12日前撤走所有貨船。此後艦隊開始大舉轟炸北越多處的工業及港口設施，並且切斷其陸路及水路補給線。5月13日空軍以鐳射導引飛彈，摧毀了清化大橋（1965年起，美軍多次攻擊大橋，均告失敗），大幅阻礙了北越往南的補給速度。整個5月，美國艦隊的總出擊數達7,239架次，其中3,949架次派到北越轟炸，另外3,290架次到南越支援地面部隊。美國海軍戰鬥機武器學校的訓練亦開始見效：艦隊的F-4戰鬥機在5月一共擊落了16架米格機，而沒有任何空戰損失。當珊瑚海號於5月11日前往菲律賓及香港休整時，駐艦的第15航空聯隊已取得兩次空戰戰績，但有七架飛機先後遭到防空砲擊落。
5月23日至6月30日，珊瑚海號兩次到越南外海作戰。隨著北越攻勢逐步瓦解，空軍飛機又完成部署，美軍開始將攻擊重心轉移到北越境內的設施。珊瑚海號繼續執行各種轟炸任務，亦曾攻擊汪秘鎮（Uông Bí）的鐵路車廠、海防市的港口設施以及南定市的防空砲等等。這段時間珊瑚海號再有四架飛機戰損，並擊落兩架米格17。7月11日珊瑚海號離開第七艦隊轄區，在17日返抵阿拉米達休整。1973年1月8日，基辛格與黎德壽在巴黎重開談判，而美軍則在15日完全停止轟炸北越。1月27日巴黎和平協約終告簽訂，美國與北越正式停火。
珊瑚海號在1973年3月9日再次前往遠東執勤，於31日開始在越南外海巡航，並且派飛機到北部灣一帶協助北越掃除水雷（終點掃雷行動）。美軍的掃雷行動在7月27日結束，而柬埔寨的軍事行動亦在8月15日終止。此後珊瑚海號改為在南中國海作中立巡航，並先後到訪佐世保、香港、馬尼拉及蘇比克灣等地，最後在11月8日返抵阿拉米達。

### 鷹遷行動、西貢淪陷與馬亞圭斯號貨船事件

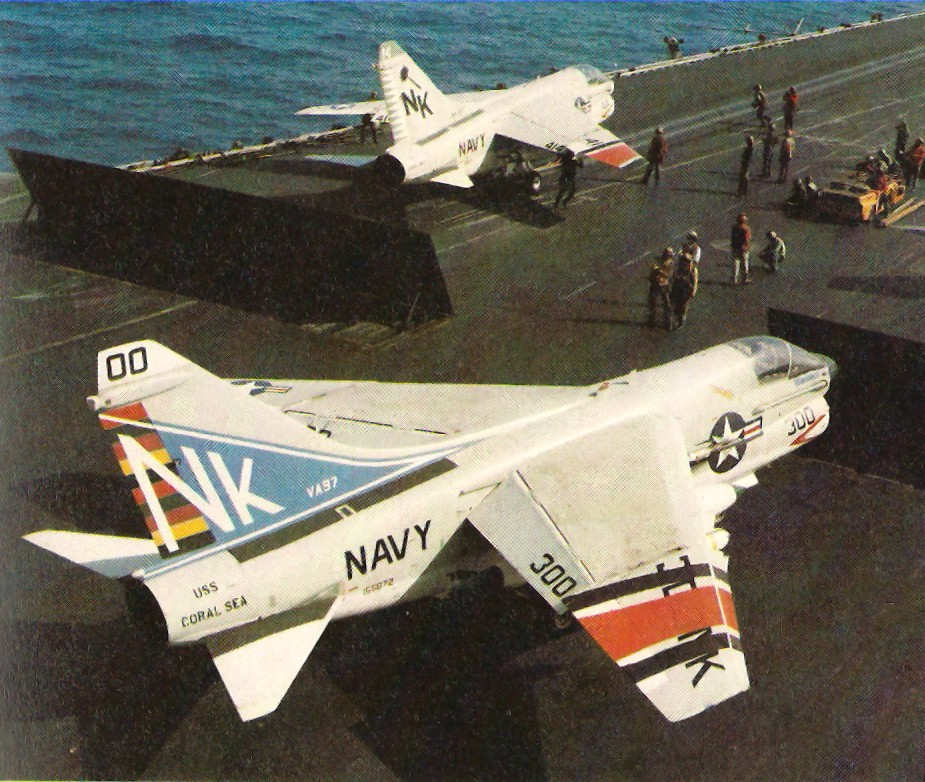
1980年4月，華府為解決伊朗人質危機，決定執行鷹爪行動，派特種部隊營救被扣的美國人質。珊瑚海號本預定在行動中提供空中支援，而參與行動的飛機（圖），也在機翼上塗上黑－紅－黑間條，以茲識別。由於美軍直升機中途墜毀，行動失敗告終，珊瑚海號的任務亦告取消。

1974年12月5日，珊瑚海號離開阿拉米達，第11次前往西太平洋巡航。踏入1975年，北越逐步在越戰中佔據上風，並在3月10日攻擊中央高地的要害邦美蜀市。隨著南越總統阮文紹於3月17日宣佈棄守中央高地，命令南越軍隊後撤，使南越國境在一夕之間無險可守。不久各處的南越軍隊開始潰散，而北越則乘勢加速向南突進；柬埔寨等地的共產勢力亦加速進攻政府軍。
由於東南亞的局勢已無法挽回，美國總統傑拉德·福特下令軍隊預備撤僑。美國海軍在3月把珊瑚海號、企業號及駐守日本的中途島號調到越南集結，同時緊急抽調美國本土的漢考克號到西太平洋，並臨時改裝為兩棲突擊艦，以騰出空間接載美國僑民及其他難民。4月12日，美軍在柬埔寨金邊執行鷹遷行動，由沖繩號、溫哥華號及漢考克號三艦派出直升機撤僑，至於珊瑚海號則留在外海待命。美軍在是次行動一共撤走84名美國人及205名柬埔寨或其他國籍人士，而紅色高棉則在4月17日徹底佔據金邊。
接著珊瑚海號等海軍艦隻轉往西貢，準備南越的撤僑行動。4月29日，常風行動展開，漢考克號、中途島號及其他兩棲突擊艦開始派直升機到西貢撤僑，而珊瑚海號及企業號則負責派戰機保障美軍撤退路線。除了美軍的撤僑直升機，不少南越士兵盜用軍用直升機甚至定翼機，接載軍眷，然後爭相逃難到漢考克號等艦。由於難民人數眾多，美軍只好將部分直升機推入大海，以騰出更多空間載人。4月30日早上，美軍在越南的最後一架直升機從美國駐西貢大使館起飛前往海上，而北越坦克則在接近中午駛入統一宮。越戰至此正式結束。整個常風行動，美軍一共撤走了1,373名美國人及5,595名越南及其他國籍人士。
常風行動結束後，珊瑚海號前往訪問澳洲，參與當地的珊瑚海海戰紀念活動；漢考克號及中途島號分別前往蘇比克灣及曼谷卸載飛機；而企業號則啟程返國。然而5月12日，紅色高棉在公海脅持了美國貨櫃船馬亞圭斯號，令到東南亞局勢又再出現變數。由於事出突然，福特下令正在印尼海域的珊瑚海號趕回柬埔寨戒備，並指示漢考克號及沖繩號搭載陸戰隊員前來增援。
5月13日至15日之間，脅持事件出現連番波折。首先，馬亞圭斯號在5月13日早上被美軍飛機截停，迫使脅持者將貨船停泊到通島外海，並用漁船將人質押送到柬埔寨海岸。當時美軍未能掌握船員的確實位置，決定派軍登陸通島及重奪貨船，並在搜救行動開始後轟炸柬埔寨的軍事設施。福特將營救船員及貨船的行動定於5月15日，但搭載陸戰隊直升機的漢考克號及沖繩號俱出現機件故障，未能趕及參戰，而珊瑚海號艦上只有兩架沒有武裝的SH-3海王直升機。這使美軍陸戰隊只能從泰國那空拍儂市出發。
正當美軍籌備營救之際，紅色高棉的立場卻已經軟化。由於脅持者在運走人質時遭到美軍飛機攻擊，損失了數艘巡邏艇。恐於美國空襲，紅色高棉決定盡快釋放人質。15日早上6時7分，紅色高棉政府宣佈釋放美國船員，並開始把人質送回馬亞圭斯號。不過消息尚未傳抵華府，美軍的軍事行動已經展開。美軍陸戰隊在6時12分由直升機登陸通島，並在13分奪回無人看管的馬亞圭斯號。當時通島上有100名紅色高棉士兵駐守，原本的部署是防範北越進攻（兩國在南越滅亡後正爭奪沿海島嶼），不料卻遇到美軍陸戰隊由空中登陸，雙方因而爆發激戰。
華府要到越南時間15日上午7時15分，才收到紅色高棉釋放人質的消息。由於消息真偽未明，白宮一方面宣佈只會在船員釋放後才停止軍事行動，另一方面國務卿基辛格卻下令推遲珊瑚海號的空襲行動。要到接近上午10時，美軍驅逐艦亨利·B·威爾遜號（USS Henry B. Wilson, DDG-7）在海面發現乘坐漁船而來的美國人質，華府才確定釋放人質消息屬實。然而福特早於9時5分否決基辛格的反對，下令珊瑚海號的機隊出擊，空襲磅遜的油庫及雲壤（Ream）的高棉海軍及空軍設施。
中午時分，美國參謀長聯席會議見美軍已經奪回貨船及拯救所有船員，認為任務完成，下令通島的陸戰隊撤走。但由於美軍欠缺協調及空中支援，使到撤退行動變成災難。前往通島的空軍直升機多次遭到紅色高棉士兵射擊，而要往返珊瑚海號搶修。結果美軍要到晚上8時才完成撤退，卻沒有察覺尚有三名士兵仍在島上。美軍起初假設三人已經失蹤或陣亡，但事實上三人當中尚有兩人生還，並且被紅色高棉俘虜處死。要到1985年，有目擊者指紅色高棉曾在通島處死美軍俘虜，參謀長聯席會議才重新立案調查；到1999年，當年通島的紅色高棉指揮官主動聯絡美軍提供資料，方才確認美軍遺下同袍一事，而隨之引發的爭議一直未有平息。
馬亞圭斯號事件後，珊瑚海號恢復原有行程，訪問澳洲珀斯。稍後珊瑚海號途經蘇比克灣及珍珠港，於1975年7月2日返抵阿拉米達。海軍於同年6月30日將珊瑚海號重編為多用途航空母艦，並更改舷號為CV-43。

## 越戰後的巡航及伊朗人質危機

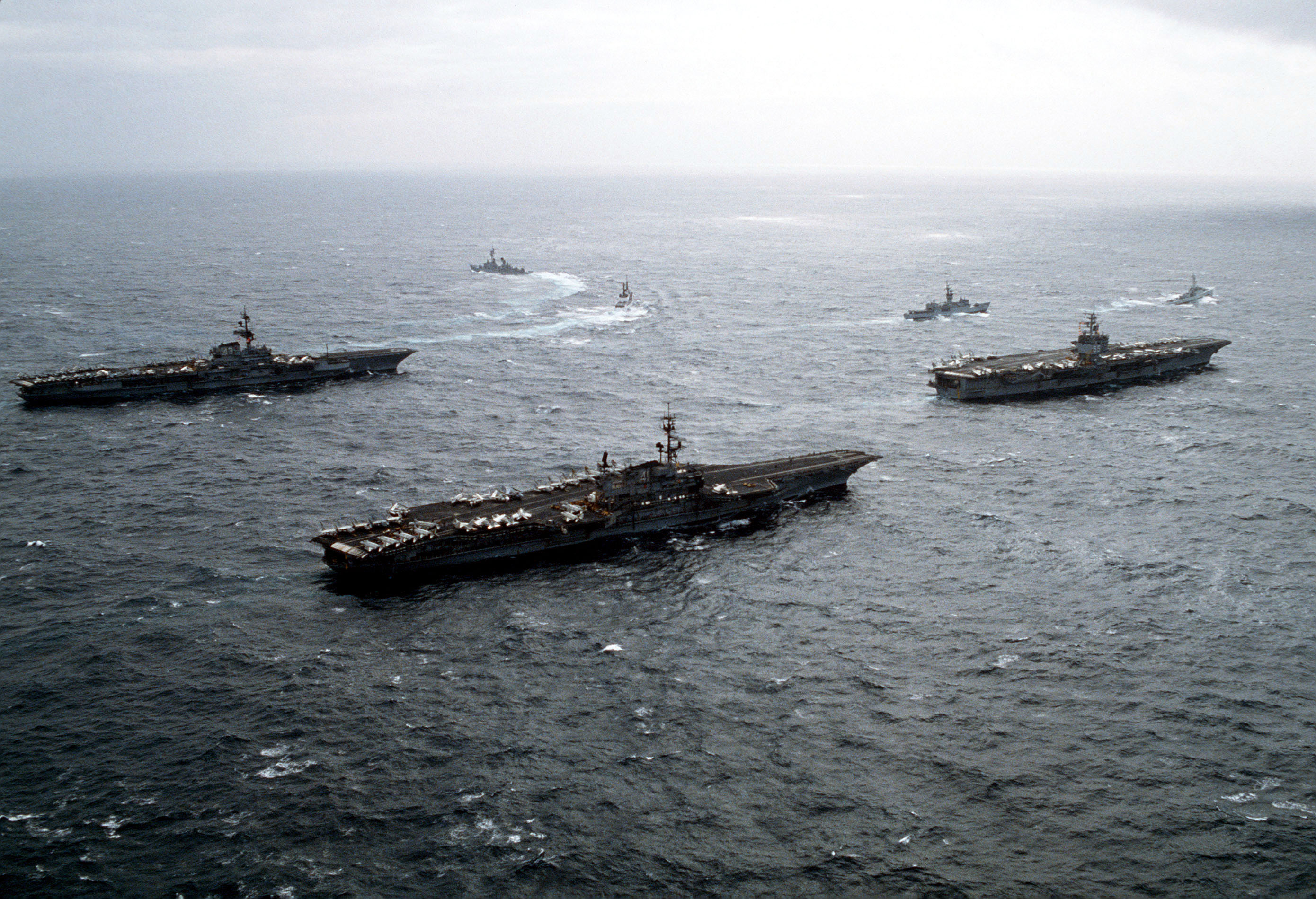
1983年4月13日，珊瑚海號（左）、中途島號（中）及企業號（右）三艘航母在西北太平洋演習，向蘇聯示威。這次海外部署亦是珊瑚海號最後一次在太平洋執勤。稍後珊瑚海號將重返大西洋艦隊，並以諾福克為新母港。

越戰結束後，珊瑚海號在1975年8月進入長灘海軍船塢，將多年積壓的艦體損耗逐一復修。礙於成本效益，海軍一直未有為珊瑚海號進行現代化改建。這使珊瑚海號的性能逐漸落伍於新一代的小鷹級航空母艦、尼米茲級航空母艦以及改建後的中途島號航空母艦。1976年5月，珊瑚海號完成越戰後維修，及後主要留在近海試航及訓練。
1977年2月15日，珊瑚海號離開阿拉米達，第12次前往西太平洋巡航。這也是珊瑚海號服役以來第20次的海外部署。此行珊瑚海號先後到訪珍珠港、蘇比克灣、釜山及橫須賀，主要在日本海、中國東海及南海一帶執勤，並曾經與中途島號進行聯合演習。1977年10月5日珊瑚海號返抵阿拉米達，並暫時接替入廠維修的列星頓號航空母艦，考核訓練飛行員新兵。1978年3月8日，珊瑚海號進入布雷默頓的普吉灣海軍船塢，進行另一次大規模整修，包括拆除所有殘餘的5吋防空炮。同年8月珊瑚海號維修完畢，然後長期留在近海試航及訓練。
1979年11月13日，珊瑚海號搭載第14航空聯隊離開加州，開始第21次海外部署。早前南韓總統朴正熙遭到暗殺身亡，珊瑚海號在途經珍珠港及關島之後，於12月10日先到訪南韓釜山，然後才航向南海。1979年12月至1980年1月初，珊瑚海號分別到訪蘇比克灣及新加坡。當時伊朗人質危機不斷升溫，美國總統詹美·卡特決定在2月實行鷹爪行動，派出特種部隊營救人質。這使珊瑚海號隨即趕赴印度洋與尼米茲號航空母艦會合，並接替中途島號及小鷹號。珊瑚海號及尼米茲號原先預定為美軍特種部隊提供空中支援，但由於特種部隊的直升機中途墜毀，行動遂告失敗，兩艦亦只能留在外海戒備。4月底珊瑚海號及尼米茲號被艾森豪號及星座號接替，各自預備返國。珊瑚海號在返國前再次到訪韓國近海，最終在1980年6月10日返抵阿拉米達。
返國後珊瑚海號進行一次短期的現代化改修，更新了多項艦上設備，包括增設三門近迫武器系統等等。這使珊瑚海號的性能得以追上新一代的航空母艦。1980年10月至1981年7月，珊瑚海號主要留在近海訓練，並預備下一次海外部署。
1981年8月20日，珊瑚海號開始第22次海外部署，再次前往西太平洋及印度洋。此行珊瑚海號先到訪珍珠港、蘇比克灣及新加坡，並與小鷹號在南海演習。10月11日珊瑚海號橫越馬六甲海峽進入印度洋，接替返國的美利堅號航空母艦。接著珊瑚海號在阿曼灣海域與英國皇家海軍進行聯合演習，然後參與1982年度美國－埃及之間的明星演習。12月珊瑚海號為星座號所接替，先後到泰國芭堤雅及香港休假，在2月回到日本海執勤，最後在3月23日返抵母港阿拉米達。

## 重返大西洋、空襲利比亞及晚年巡航

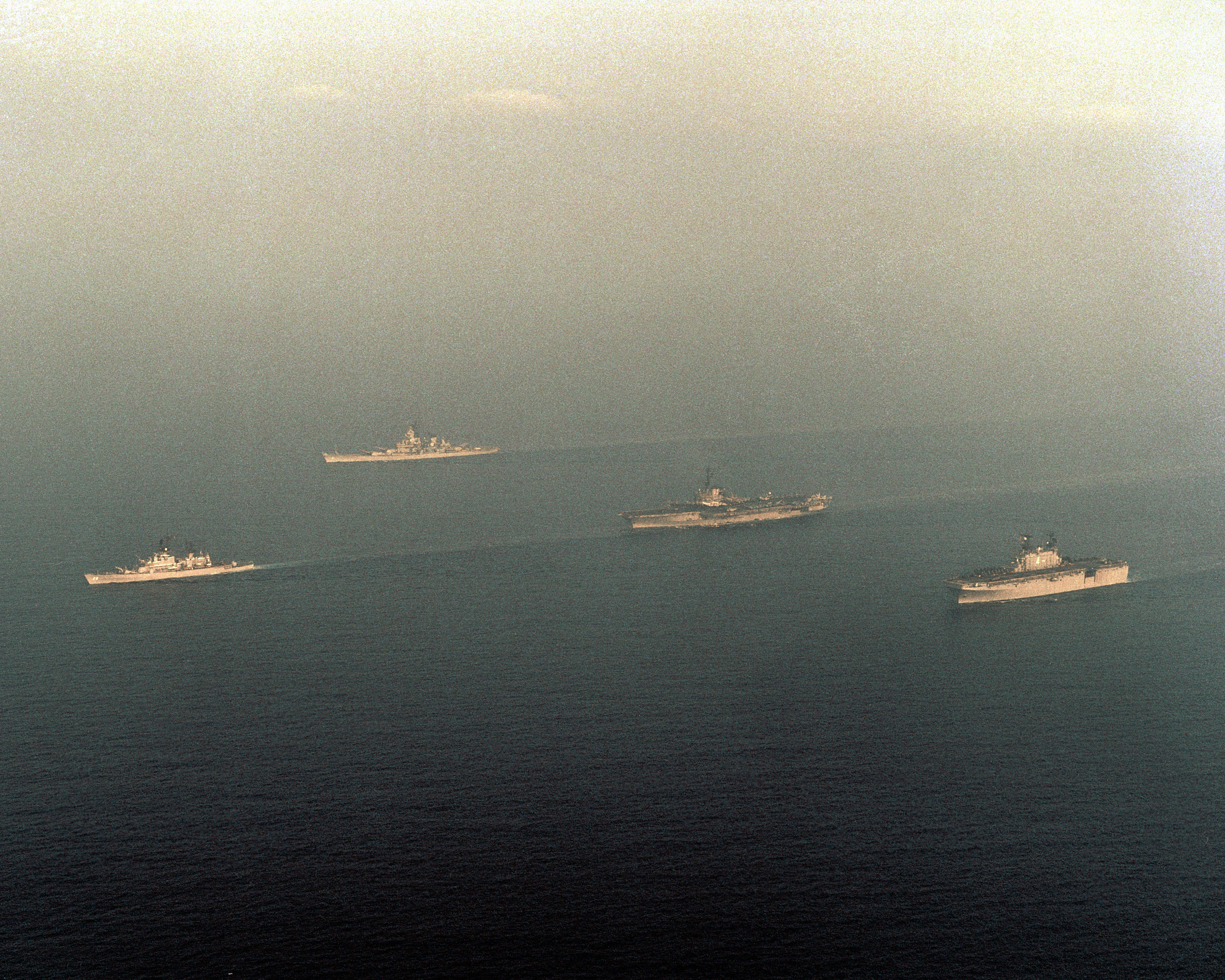
1989年8月16日，珊瑚海號及艾奧瓦號戰艦正在黎巴嫩外海巡航，為黎巴嫩內戰引發的人質綁架風潮戒備。這也是兩艦最後一次的海外部署。珊瑚海號已預定在1990年退役，而艾奧瓦號則在1989年4月發生艾奧瓦號戰艦炮台爆炸事故，但海軍決定不復修損毀的二號炮台，下令該艦在1990年退役。

1983年3月21日，珊瑚海號最後一次離開阿拉米達，進行首次環球航行，並以新母港諾福克海軍基地為目的地，預備調駐大西洋艦隊。珊瑚海號先在4月初與中途島號及企業號在西北太平洋演習，然後途經釜山、蘇比克灣及新加坡，向印度洋航行。6月初珊瑚海號與卡爾文森號航空母艦在印度洋公海演習，然後於6月15日橫渡蘇伊士運河，並進入地中海。接著珊瑚海號先後造訪奧古斯塔灣、那不勒斯、康城及羅塔等地中海港口，最後於9月12日抵達諾福克，正式加入大西洋艦隊。同年10月17日，珊瑚海號進入諾福克海軍船塢大修，直到1985年1月18日方告完成。
翻新之後，珊瑚海號在1985年初主要留在近海訓練及演習。然而在4月12日，珊瑚海號於關塔那摩灣海域訓練期間，與一艘厄瓜多爾註冊的商船相撞，造成艦艏嚴重損壞，被迫再次返回諾福克維修，所幸兩艦都沒有人員傷亡。珊瑚海號的維修金額高達一千一百萬美元（11,000,000），而海軍調查後認為珊瑚海號的艦長疏忽職守，導致意外發生，而將其人免職。8月珊瑚海號完成修理，並在9月與英國及荷蘭海軍軍艦演習。
1985年10月2日，珊瑚海號搭載第13航空聯隊，開始第24次海外部署，到大西洋及地中海巡航。此行也是珊瑚海號首次搭載F/A-18黃蜂式戰鬥攻擊機執勤。珊瑚海號先在薩丁尼亞島外海參與北約演習，然後到訪土倫、那不勒斯、以色列海法及伊斯坦堡等地。
珊瑚海號在地中海巡航期間，美國與利比亞的外交關係因連串事件而急劇惡化。自1986年1月中旬起，珊瑚海號便接續於利比亞海及愛奧尼亞海巡航，而薩拉托加號及美利堅號兩艘航母也先後加入。3月23日至25日，珊瑚海號等三艦進入錫德拉灣演習，越過利比亞元首穆阿迈尔·卡扎菲設下的「死線」，招致利比亞發射防空飛彈攻擊，是為1986年錫德拉灣交戰。珊瑚海號等艦的機隊未有受損，並隨即報復，轟炸了部分利比亞沿海的岸防艦艇。4月5日，西柏林夜總會爆炸案發生，造成兩名美軍士兵死亡，超過200人受傷。美國總統朗奴·列根指襲擊由利比亞特工發動，決定向利比亞實施軍事行動。4月15日，美軍發動黃金峽谷行動，派出空軍的F-111戰鬥轟炸機及珊瑚海號等艦的艦載機，轟炸的黎波里及班加西多個目標。美軍在行動中有一架F-111轟炸機被擊毀，兩名機員死亡，而利比亞則有多座軍事設施受損。行動結束後，珊瑚海號完成餘下的巡航日程，在5月9日啟程返國，最後於19日返抵諾福克。
1987年9月29日，珊瑚海號再次前往地中海巡航，並先到直布羅陀海域參與大型演習。美軍在是次演習一共派出珊瑚海號及薩拉托加號兩個航母戰鬥群、艾奧瓦號戰艦戰鬥群及一支水陸兩棲戰鬥群（Marine Amphibious Ready Group）。稍後珊瑚海號到訪地中海多個港口，包括那不勒斯、馬賽、康城、帕爾馬、奧古斯塔灣、亞歷山大港、伊茲密爾及海法，並與多國海軍演習，最後在1988年3月19日啟程返國，於28日返抵諾福克軍港。1988年7月，珊瑚海號曾訪問加拿大新斯科舍，並在餘下的半年進行維修及訓練。
1989年5月31日，珊瑚海號最後一次到地中海巡航。此行珊瑚海號先後到訪帕爾馬、馬賽、康城、伊茲密爾、阿歷山大港、安塔利亞及海法等地中海港口，並如常參與各項演習。同年黎巴嫩內戰踏入尾聲，但黎巴嫩真主黨的綁架人質事件持續不斷，聯合國維和部隊亦有士兵遭到擄殺。為保美國官員安全，美國在1989年9月將貝魯特的使館人員全數撤走，並由珊瑚海號派出飛機支援。9月6日珊瑚海號被美利堅號接替，由東地中海啟程返國，並途經馬拉加及哈利法克斯，最後於9月30日返抵諾福克，並預備退役。

## 結局與榮譽
1990年4月30日，珊瑚海號在諾福克軍港退役，並在1991年4月30日從海軍除籍。隨著艦體捐贈計劃失敗，海軍在1993年3月4日將珊瑚海號出售拆解。艦體在1993年7月6日開始在巴爾的摩拆解，最後於2000年8月9日完工。
珊瑚海號在服役生涯中一共七次獲頒海軍部隊嘉獎，並在越戰獲得13枚戰鬥之星，全部榮譽見下表：
| Silver star · Bronze star | Bronze star · Bronze star · Bronze star · Bronze star |

| Bronze star · Bronze star               |                                                                     | Bronze star |
| Bronze star · Bronze star · Bronze star | Silver star · Silver star · Bronze star · Bronze star · Bronze star |             |
|                                         |                                                                     |             |

| 海軍部隊嘉獎： 七次 | 海軍功績部隊嘉獎： 五次 |

| 海軍遠征獎章： 三枚     | 海軍佔領服役獎章： （「歐洲（Europe）」橫扣） | 國防部服役獎章： 兩枚 |
| 武裝部隊遠征獎章： 四枚 | 越南服役獎章： 13枚戰鬥之星                   | 人道主義服役獎章      |
| 海上部署服役勳表        | 棕櫚葉越南英勇十字集體嘉獎                    | 越南共和國戰役獎章    |